# Diario (album)
Diario è un album della cantante italiana Gloriana, pubblicato nel 1979.

## Tracce
Lato A
1. Diario
2. M'è scappato
3. Canzone 'mbriaca
4. Serenata 'e na femmena
5. Anema lesa
6. Pecchè nun me vuò bbene?

Lato B
1. Napule se ribella
2. Tarantella scugnizza
3. L'urdema tarantella
4. 'E ppentite
5. Pupatella
6. Tu si pe mme l'ammore